# 长征五号系列火箭
长征五号系列运载火箭是中国航天科技集团公司研制的新一代五米直径低温液体捆绑式大型运载火箭系列。其到达近地轨道最大有效载荷能力为25吨（CZ-5B），而到达同步转移轨道的最大有效载荷能力为14.5噸（CZ-5）。
长征五号系列为中国第一个从总体到分系统均采用最新技术的大型液体运载火箭系列，是中国目前研制规模和技术跨度最大的航天运输系统工程，新技术比例達95%以上。目前是中國现役起飛質量最大、芯级直径最粗、運載能力最強的火箭。

## 历史

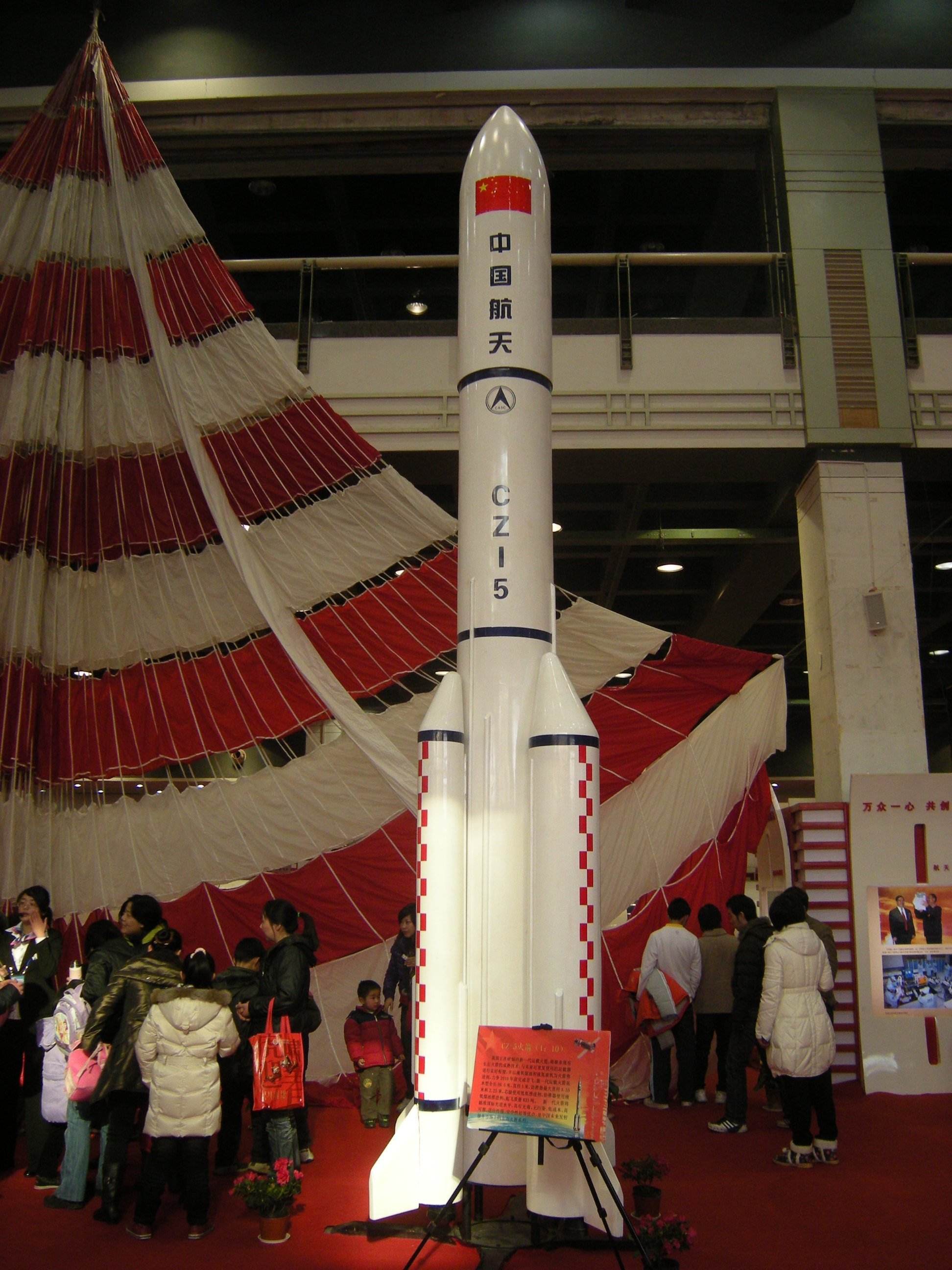
2010年展出的长征五号火箭模型

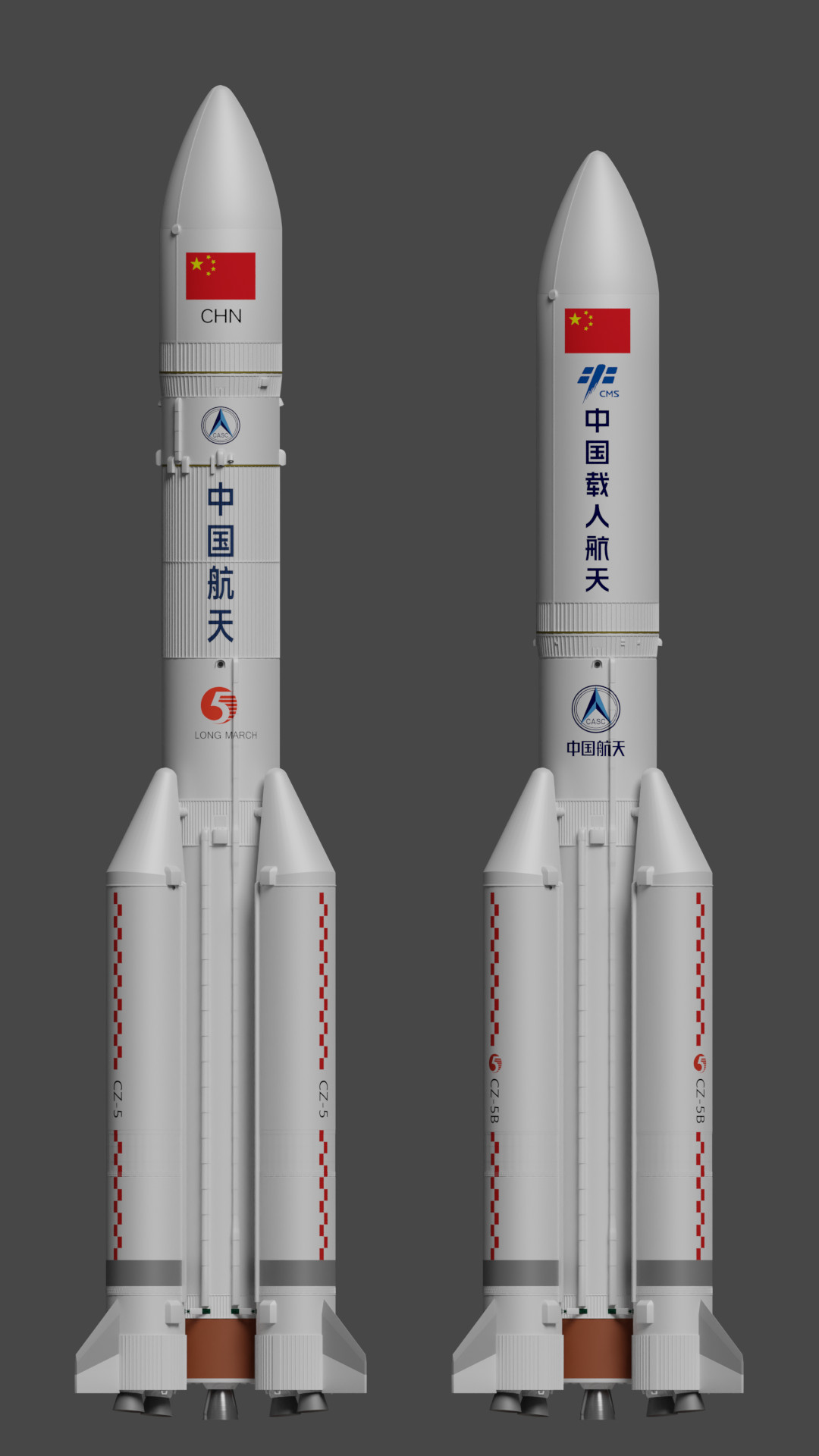
长征五号基本型与长征五号B渲染图

### 长五问世
长征五号所使用的关键技术早於1986年在863計劃支持下开展前期论证和攻关，2001年2月，长征五号项目初现端倪。2001年5月国防科工委开展预先研究。2000年至2001年，120噸級液氧煤油發動機YF-100及50噸級液氫液氧發動機YF-77先後开始立项研制。2002年，为了解决“老长征”火箭的一系列历史遗留问题，首次提出新一代运载火箭“模块化研制、积木式发展”的理念，并且据此确定“一个系列、两种发动机、三个模块”的发展思路以及“通用化、系列化、组合化”的设计思想。
2006年10月，在20年的可行性研究之后，中国政府批准了由国防科工委和财政部联合立项的长征五号火箭工程，并预计2014年首飞。不过公开消息则要到2007年中国东北展会期间才由开发商披露。
长征五号由2008年11月成立的天津航天长征火箭制造有限公司生产，制造基地设於沿海城市天津滨海新区开发区西区夏青路199号的中国运载火箭技术研究院天津产业园。2009年时，长征五号曾考虑开发载人型号。2012年3月“两会”期间，中国航天科技集团透露长征五号研制进展顺利，关键技术攻关总体上取得重大进展，已进入初样研制攻坚阶段，有望在当年12月转入试样研制阶段，计划于2014年首飞。同年11月，长征五号已进入大型地面验证最后阶段，预计2014年年底左右实现“长征五号”首飞。2015年9月至2016年2月，长征五号合练箭在海南文昌发射场完成合练。
2016年11月3日20时43分，歷十年磨一箭，長征五號于海南岛中国文昌航天发射场首次發射成功。

### 遥二失利
2017年7月2日19时，长征五号遥二火箭从文昌1号工位起飞，起飞后174秒助推器燃尽并抛离，指挥大厅直播画面显示其将会坠入东沙群岛与瓦拉格市之间的海域，整流罩于起飞后286秒抛离，至此飞行一切正常。
起飞后346秒，芯一级的一台YF-77发动机液氧泵发生损毁，这一幕被一台安装于芯二级（上面级）三四助推方向的摄像机捕捉到，全箭姿态仅靠剩余一台YF-77维持。由于引擎失效，芯一级直到起飞后572秒才与芯二级分离，而正常情况下应为475秒，因此使得軌道高度過低，到624秒时，网络直播画面左下角出现橙黄色的光亮，且随着时间推移，亮度，范围不断加大，表示星箭组合体已经开始再入大气层，最终于708秒时画面卡死，顯示進入黑障而通讯中断。不久后，CCTV13报道了发射失败的消息。

#### 故障归零
由于芯一级坠入马里亚纳海沟，故障难以定位，官方表示“芯一级液氢液氧发动机一分机涡轮排气装置在复杂热力环境下，局部结构发生异常”。最终第一次“归零”在次年4月才完成，其中进行了200余项技术改进，以及13次长程试车，准备在2018年年底进行复飞。
2018年11月30日，在火箭总装即将完成之时，与遥三上安装的同一批次的YF-77引擎在北京云岗进行试车时再度发生故障，根据遥三成功后官方透露的情况，这一次参数与遥二引擎失效前的相似，沒有找出原因的情況下，归零进入第二轮，这一次相关专家认为应当发动机的结构进行强化，确保发动机在火箭高温、强振动等恶劣工况下的可靠性，引擎在很快通过了两次试车，新的发射时间也被定于2019年年底。
2019年4月4日，当用于遥三火箭的YF77进行最后一次试车时一位设计团队的员工发现引擎存在异常震动，引擎在拆解后发现液氧泵存在细微裂纹，相同的故障不久后也在同批次其他引擎的试车中发现，这一次故障也被长征五号火箭副总师王维彬评价为“击中要害”，但问题的解决仍困难重重，设计团队有多种各有利弊的设计方案，加强结构的改进幅度难以量化；绕过单一故障点也需要全系统的改动；最终团队认为最现实的方案是对引擎进行“小改”最终通过结构设计优化的方式来提高发动机的可靠性以及性能。
第三次归零的引擎试车考核于同年7月31日展开，这一次引擎没有再出现故障，试车获得成功，遥三的发射准备工作随即展开。

### 遥三复飞 东方红五号卫星平台首飞
2019年10月22日，由远望21号、22号船组成的火箭运输船队从天津港启航并于27日抵达文昌清澜港。随后由公路运输至文昌发射场，在完成了总装，测试等准备工作后于12月21日上午8时离开垂直测试厂房，当日10时抵达发射区。同月27日，海南省公安厅对文昌市部分路段进行交通管制 ，发射前3小时开始对外来车辆逐步采取限制。此次发射央视新闻在中国大陆几家网络直播平台上对此次发射进行了直播，无电视台直播，也有一些中国大陆网民将央视的直播画面转播至YouTube上。此次发射搭载着东方红五号平台实践20号（亦为遥二所搭载的实践18号补发），由于此首飞星搭载着包括电推进、10Gbps激光通信，可展开式热辐射器等尖端技术，保密性较强，网络直播的发射场信号直至起飞前1分钟才开始。
27日20时45分，火箭点火升空，174秒后助推器分离，195秒后抛整流罩，由于“归零”后的YF-77为了提高工作的稳定性，导致推力少量下降，一二级分离由遥一的475秒延长到了495秒，T+774秒，二级一次关机，此时星箭组合体位于菲律宾海，关岛以西的海域上空，2200秒后，星箭分离，实践20号进入超同步转移轨道。次年1月6日，发射任务搭载的实践20号完成定点，在轨验证工作开始。
此次发射也是2019年全世界最后一次发射任务。

### 遥四 天问一号火星绕落巡任务
长征五号系列火箭的第一次应用性发射即为天问一号火星探测任务。此次任务也是中国大陆自东方红一号发射以来的第一次行星际飞行任务，用于此次任务的YF-77引擎于2020年1月19日完成100秒校准试车，而探测器则于同年4月24日，被命名为天问一号。星箭组合体于7月17日转运至文昌发射场101工位，在对箭体完成检查之后开始低温燃料加注
2020年7月23日12时41分，中国在海南岛东北海岸中国文昌航天发射场，用长征五号遥四运载火箭携中国第二次火星探测任务“天问一号”探测器发射升空，383秒后，星箭组合体离开大气层，整流罩被抛离，一级关机时间与遥三相同，T+708秒，二级一次关机，滑行952秒后二级二次点火，开始火星转移变轨，飞行2086秒后，二级二次关机，在调整姿态后进行器箭分离，此时天问一号高度已经达到470km，2530秒后太阳翼展开成功。，这是中国第一次完全自主实施的火星探测任务，也是第一次行星际飞行任务。
2021年2月10日，天问一号顺利实施近火制动，成功进入环火轨道，成为中国第一颗人造火星卫星。北京时间5月15日7时18分，天问一号着陆器携带祝融号火星车成功着陆于火星乌托邦平原南部预选着陆区，中国成为第二个完全成功着陆火星的国家。

### 遥五 嫦娥五號月球采样返回任务
2020年11月24日4时30分，在中国文昌航天发射场，“长征五号”遥五运载火箭成功发射探月工程“嫦娥五号”探测器，顺利将探测器送入预定轨道，开启中国首次地外天体采样返回之旅。长征五号遥五运载火箭发射升空后，先后实施了助推器分离、整流罩分离、一二级分离以及器箭分离等四次分离。
“嫦娥五号”探测器由轨道器、返回器、着陆器、上升器四部分组成，后续在经历地月转移、近月制动、环月飞行后，着陆器和上升器组合体将与轨道器和返回器组合体分离，轨道器携带返回器留轨运行，着陆器承载上升器于2020年12月1日完成了月球正面预选区域的软着陆，按计划开展了月面自动采样等后续工作，并于12月17日携带收集到的月球样品返回地球并在四子王旗着陆场成功着陆。

### 空间站任务
不同于先前的天宫系列飞船，空间站组件更重，原先采用偏二甲肼/四氧化二氮的长征二号系列火箭无法满足运力需求，长征五号系列火箭的状态直接关系到空间站可否进行建设，2017年的长五遥二失利就使得原定于2018年开始的空间站建设任务被推迟接近3年之久。
与新一代载人飞船实验船任务相似，空间站的建设完全依赖专为近地轨道任务设计的新款长五，即「长征五号B型」，该型号相较于用于高轨任务的标准型长征五号，该版本的运载火箭去掉了第二级火箭，原级间段（包括引擎与液氧贮箱部分）、二级液氢贮箱所占用的空间均被整流罩内的有效载荷空间所取代。
该任务的第一个组件，即天和核心舱于2021年2月春节期间抵达文昌，相应的运载火箭也于同月22日抵达发射场，在进行相应的组装、测试等必要的准备工作后于4月29日上午11时23分成功发射入轨。空间站的首个乘组于2021年6月17日搭乘神舟十二号飞船升空并对接进入空间站。天宫空间站的其余组件也将于2022~2023年期间陆续利用长五B发射升空。

## 设计

### 系列总体方案
以长征五号系列火箭为代表的新一代运载火箭系列采用“模块化研制、积木式发展”的理念，并且据此确定“一个系列、两种发动机、三个模块”的发展思路以及“通用化、系列化、组合化”的设计思想。“一个系列”为“新一代运载火箭系列（规划阶段统一称为长征五号系列运载火箭）”；新研制“两种发动机”为50公噸力（490千牛頓）级推力的YF-77液氢液氧液体推进剂发动机，120公噸力（1,200千牛頓）级推力的YF-100液氧煤油推进剂发动机；“三个模块”为5米直径模块（安装2台YF-77），3.35米直径模块（安装2台YF-100），2.25米直径模块（安装1台YF-100）。以上为一级和助推器配置，二级搭配的发动机为9公噸力（88千牛頓）级推力的YF-75D液氢液氧推进剂发动机，或以YF-100为基础研制的YF-115液氧煤油推进剂发动机；可选择5米直径模块（安装2台YF-75D）、3.35米直径模块（安装4台YF-115）或2.25米直径模块（安装1台YF-115）。
模块化设计的好处是可以根据需要把不同模块组装成不同推力的火箭，以执行不同的任务。例如系列中现役运载能力最强的型号长征五号，一级和二级均为5米直径模块，另配有4个3.35米直径模块作为助推器。长征五号系列最终只选择了运载能力最强的构型，以避免与其他型号火箭运力重叠。新一代运载火箭系列中其他中、低运力模块组合方案后来被移出长征五号系列，单独命名形成各自系列。其他系列所选用发动机类型或数量可能存在差异，模块尺寸则相同。

### 长征五号具体设计

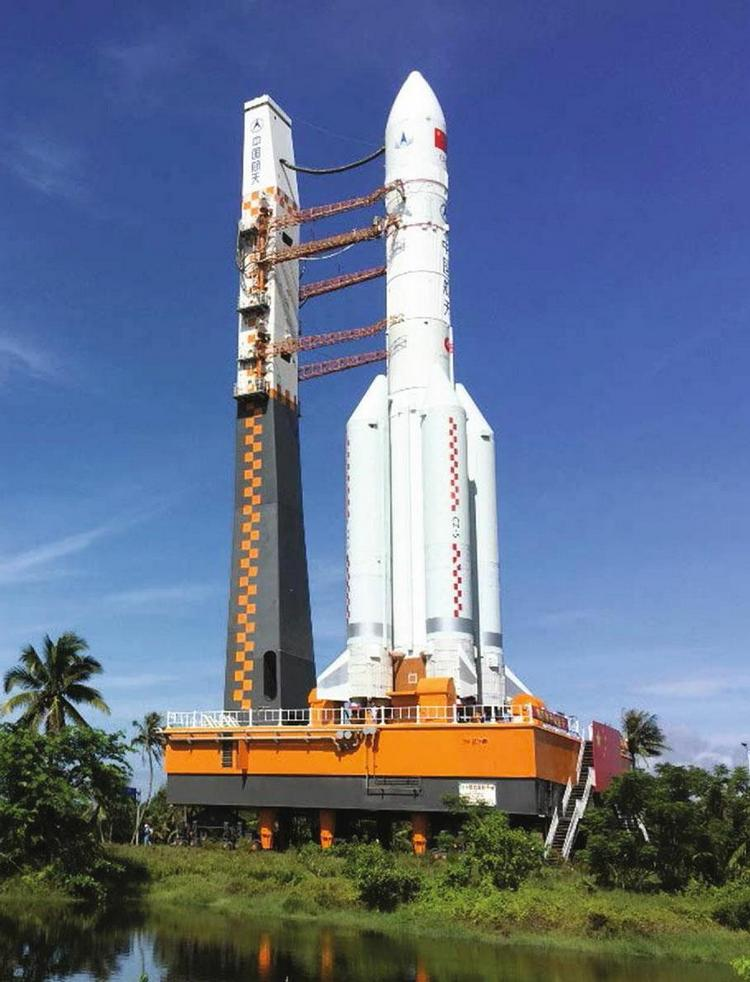
在文昌航天发射场转运中的长征五号运载火箭

长征五号系列火箭現任總設計師是李東，首任總設計師（2001年1月－2006年1月）是徐盛華。中國運載火箭技術研究院及上海航天技術研究院分別承擔芯级及助推器的研制任務。
长征五号整流罩直徑5.2公尺，长12.3米，长征五号B型長度更達20.5公尺，可搭载三种专门为其设计的火箭发动机，完全采用无毒无污染的液氢或煤油和液氧推进剂，分别为推力为120吨的YF-100液氧煤油高压补燃循环发动机、推力为50吨的YF-77燃氣循環氢氧发动机和推力为9吨的YF-75D膨脹循環氢氧发动机。
其120噸級液氧發動機設計難度大，必須獨力開發上百項新技術或新材料，中国航天推进技术研究院製造初始四台樣機在高台測試時，兩台啟動爆炸，兩台燃油系統燒毀，第五台樣機才成功，液態燃料槽在2012年6月30日靜力測試時也發現焊接口裂縫，薄壁大直徑燃料槽是國際高端機密技術，焊接工藝和結構設計全靠自力摸索，最終研製成功。
120吨级的YF-100液氧煤油发动机於2012年7月29日測試成功。但此前研发遭遇一些困难，进度数次推迟。长征五号火箭已于2015年3月23日完成芯一级动力系统第二次试车；2016年1月起，长征五号在文昌航天发射中心进行合练，共計140天。长征五号歷時十年研制，于2016年11月3日完成首飞。

### 未来展望
长征五号系列火箭未来还可以搭配远征系列上面级，以及固体上面级来执行GEO（地球同步轨道直送）、中高轨圆轨道等多种高轨道发射任务。
标准型长征五号除了可以用于GTO，地月、地火转移任务外，还可以进行太阳同步轨道（SSO）任务，如果需要执行逃逸能量C3超过20 k㎡/s2的深空探测任务时，可以在二级火箭的基础上加装远征一号上面级甚至是小固体上面级以满足需求。
长征五号B型火箭可以与远征系列上面级配合执行1000km圆轨道、SSO发射任务。
标准型火箭采用的12 m长整流罩还存在长度较小，使用空间不满足大质量载荷的包络使用需求的缺点，后续可以改用19m长整流罩，一次性发射两颗基于东方红四号平台（DFH-4）的卫星，或一颗东方红五号（DFH-5）平台外加一个东方红三号平台（DFH-3）的载荷来实现一箭多星。
该系列型号的发射场准备流程也有大量优化的潜力，如：优化发射场测试项目、产品运输流程、采用异种推进剂并行加注来优化推进剂加注流程，芯一级YF-77发动机整机随箭体运输，以减少总装工序。这些优化如果都能得到采用，发射任务的准备周期至少可以减少15天。

## 意义

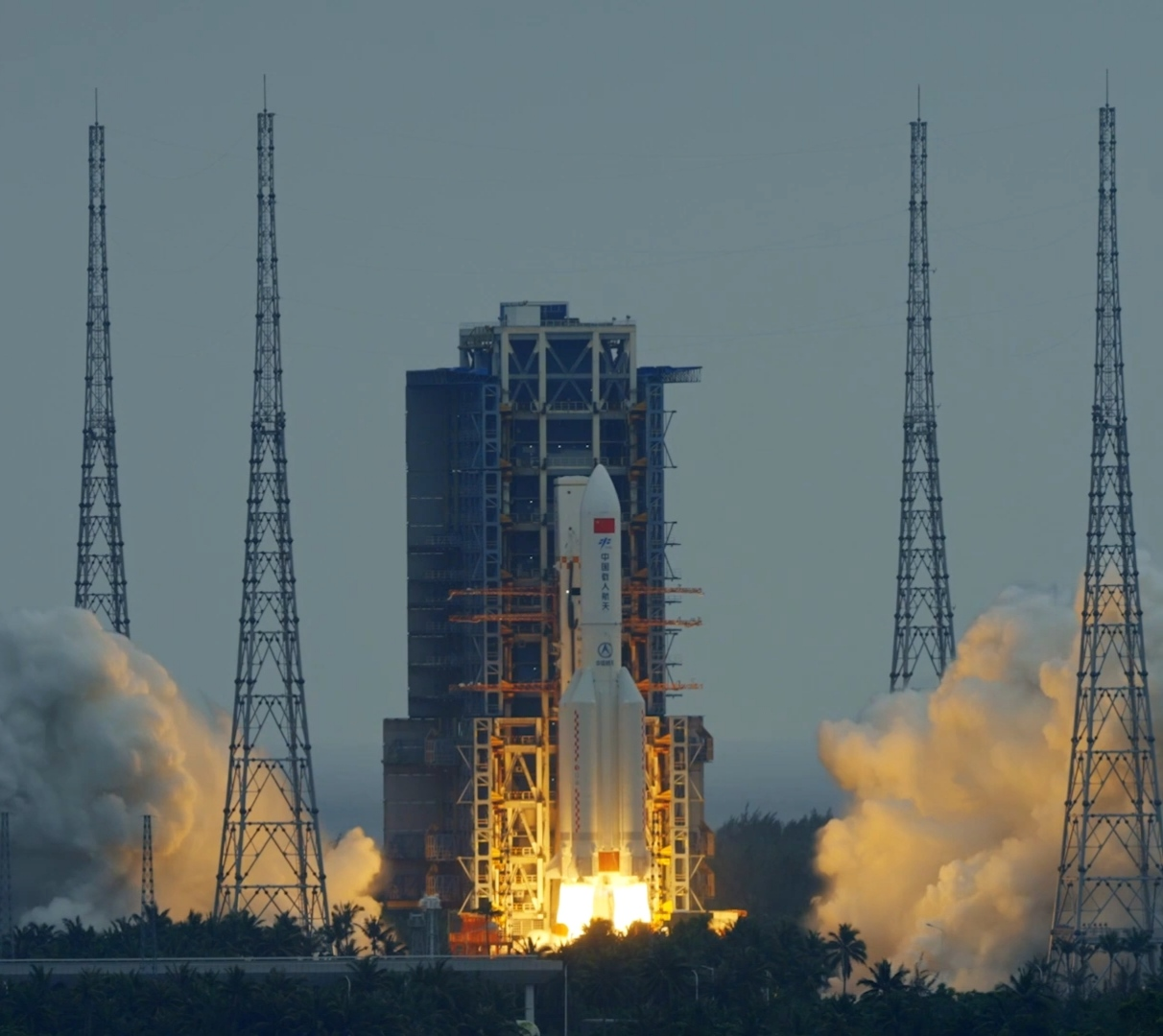
2021年长征五号B发射天和核心舱场面

长征五号的问世，带来的不仅仅是运力的提升，中国多个重大航天计划能否正常开展都取决于长征五号系列火箭是否可用。
在长征五号开发的时期，中国下一阶段的中国探月工程、行星探测工程和载人航天工程，都亟需运力超越当时服役的长征系列的运载火箭。例如，旨在实现月球表面着陆并返回地球这一目标的嫦娥五号重达8吨，除了长征五号，没有其他在役中国火箭能将其送入地月转移轨道。
嫦娥五号原定于2017年底发射，但由于2017年7月长征五号遥二的发射失败，嫦娥五号任务被迫暂时搁置直至2019年底长征五号遥三发射成功，于2020年底最终完成发射并成功将月球样品采集后返回地球。
中国行星探测工程的首个任务，重达5吨的火星探测器天问一号也同样必须由长征五号发射并送入地火转移轨道。在2019年底长征五号遥三复飞成功后，天问一号及时赶上了2020年7月的地火转移窗口期并完成发射，为中国行星探测带来了历史性突破。
远期的日球层顶、外行星、柯伊伯带探测任务同样需要长征五号火箭来将载荷送入轨道
对于中国载人航天工程“第三步”的空间站建设阶段来说，重达20吨的空间站舱段只能由长征五号B型运载火箭送入近地轨道。长征五号B于2020年5月5日完成首飞，并于2021年成功将天宫空间站的首个舱段天和核心舱送入轨道，随后在2022年成功发射了问天实验舱和夢天实验舱，完成了中国首个长期空间站三舱组合体的建设。
由于具备当时中国航天最大的低轨道运力，长征五号B在2024至2025年间三次被用作发射卫星互联网低轨卫星的载具，共将30颗卫星送入轨道。
除此之外，旨在取代神舟系列的中国夢舟飛船、巡天太空望遠鏡以及未来的中國載人登月同样需要更大吨位的火箭，长征五号的研制成功对此类型运载火箭的发展起到了重大推动作用。

## 衍生构型

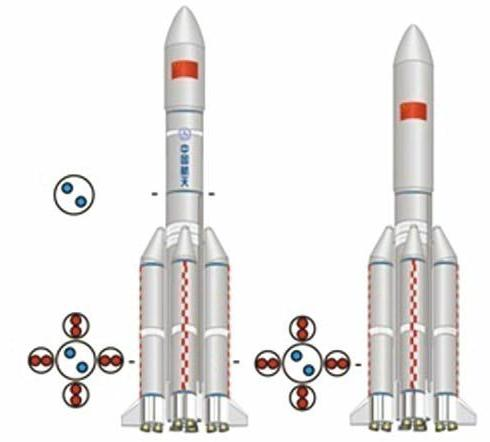
长征五号基本型与长征五号B型的构型图

### 长征五号运载火箭
长征五号运载火箭为二级半构型，芯级直径5米，捆绑4个3.35米直径斜头锥助推器，是系列中性能最高的型号。全箭总长56.97米，起飞质量854.5吨，起飞推力约1062吨，主要承擔地球同步转移轨道任務，运载能力14吨，較中国原有运载火箭提升2.5倍，其整流罩長度达12.3公尺。

### 长征五号B运载火箭
长征五号B运载火箭為此系列的近地轨道版本，取消第二级，为一级半构型，是中國首款一級直接入軌火箭，全箭总长53.7米，起飞重量837.5吨，近地轨道运载能力达25吨，主要承担中国空间站舱段发射任务等近地轨道任務。长征五号乙运载火箭整流罩長度為20.5公尺。该火箭一级燃尽后在不受控状态下逐渐落回大气层焚毁。

## 残骸处理
不同于老长征系列火箭（CZ-2、3、4），长征五号火箭从海南文昌發射場而非西昌、酒泉的内陆发射场起飞，发射阶段，火箭全程位于太平洋上空，几乎不会飞跃陆地，发射前只需对发射场周围3.3km内的民众进行疏散处理，而非像内陆发射场任务一样要对各个残骸落区范围内的居民一并进行较大规模的疏散。
长征五号标准型采用两级半构型，起飞后，用尽的四台助推器会落入南海海域，整流罩则会落入吕宋海峡（遥三及更早的任务），也会视射向进行必要的延后抛离以规避菲律宾（如：天问一号、嫦娥五号任务），芯一级在完成分离后也会落入太平洋的开放水域中，芯二级则会在将载荷送入预定轨道之后根据ISO27875与ISO20893标准进行“钝化处理”（排空剩余推进剂、排空增压气体、电池放电等）。

### 长征五号B残骸批评
由於长征五号B型在不使用上面级火箭时（遥一至遥四任务）是采用一级半入轨，助推器与整流罩的处理方式与标准型长五无异，体积与质量较大的芯一级会随同有效载荷入轨，分离后的芯级会在轨道衰减的作用下在约两周的时间内再入地球大气，少数未燃尽的器件最终会落回地面。部分媒体与学者担心这会对地面人员及设施造成损坏。
同样，由于高层大气的阻力作用以及太阳光照的影响，器件分离数日后，箭体会开始低速翻滚，这一现象经常被一些媒体误解读为火箭发射失败。
2020年5月中旬，长征五号B遥一火箭的芯一级在大西洋上空再入，科特迪瓦附近的居民声称有金属物件掉落在地面，这些物件被认为来自于长征五号B型火箭。
美国国家航空航天局（NASA）局长吉姆·布里登斯廷批评中國长征五号B型的处置方式有悖于NASA正寻求的太空活动行为规范《阿尔忒弥斯协定》中的一系列原则。长征五号发射后，局长吉姆·布莱登斯汀在NASA委员会会议上，对火箭于西非沿海再入前不到一小时就飞越了美国的主要城市的不可控性质，提出了自己的担忧和批评：“它飞过了人口中心，并重新进入了地球大气层。这可能是非常危险的”。
当用于卫星互联网低轨卫星的发射时，长征五号B配置了远征二号上面级，在此构型下火箭的一级不会入轨，不产生非受控再入的问题。

## 發射記錄

### 已发射
| 飞行次序             | 火箭型號 | 火箭序号 | 上面級       | 起飞时间（UTC+8）                  | 发射工位                | 有效载荷                                       | 卫星轨道           | 发射结果 | 備註 |
| -------------------- | -------- | -------- | ------------ | ---------------------------------- | ----------------------- | ---------------------------------------------- | ------------------ | -------- | --- |
| 1                    | 五號     | 遥一     | 远征二号遥一 | 2016年11月3日 20時43分13秒998毫秒  | 文昌航天发射场 一号工位 | 实践十七号卫星                                 | 地球静止轨道       | 成功     | 發射過程中二級故障提前關機，但上面級通过延長燃燒時間成功把衛星送入預定軌道 |
| 2                    | 五號     | 遥二     | 無           | 2017年7月2日 19時23分23秒425毫秒   | 文昌航天发射场 一号工位 | 实践十八号卫星                                 | 地球同步轉移軌道   | 失败     | 一級引擎液氧泵损毁导致一台引擎停车，最终因推力不足入轨失败，坠毁于关岛以东，马里亚纳海沟附近的海域                                                                                    |
| 3                    | 五號     | 遥三     | 無           | 2019年12月27日 20時45分10秒526毫秒 | 文昌航天发射场 一号工位 | 实践二十号卫星                                 | 超地球同步轉移軌道 | 成功     | 遥三所搭载的实践20号卫星为原遥二搭载的实践18号补发 |
| 4                    | 五乙5B   | 遥一     | 无           | 2020年5月5日 18时00分27秒092毫秒   | 文昌航天发射场 一号工位 | 新一代载人飞船试验船柔性充气式货物返回舱试验舱 | 近地轨道           | 成功     | 火箭发射成功，其携带载荷之中的柔性充气式货物返回舱试验舱在5月6日返回过程中出现异常 而另一载荷，新一代载人飞船试验船自主提升到大椭圆轨道，其返回舱于5月8日13时49分在东风着陆场安全着陆 |
| 5                    | 五號     | 遥四     | 无           | 2020年7月23日 12时41分15秒167毫秒  | 文昌航天发射场 一号工位 | 天问一号                                       | 地火转移軌道       | 成功     | 此系列火箭首次应用性发射 |
| 6                    | 五號     | 遥五     | 无           | 2020年11月24日 04时30分21秒806毫秒 | 文昌航天发射场 一号工位 | 嫦娥五号                                       | 地月轉移軌道       | 成功     | 为避免整流罩落入菲律宾境内，相应的抛离动作被延后至303秒 |
| 7                    | 五乙     | 遥二     | 无           | 2021年4月29日 11时23分15秒613毫秒  | 文昌航天发射场 一号工位 | 天和核心舱                                     | 近地轨道           | 成功     | 长征五号B火箭首次应用性发射 |
| 8                    | 五乙     | 遥三     | 无           | 2022年7月24日 14时22分32秒057毫秒  | 文昌航天发射场 一号工位 | 问天实验舱                                     | 近地轨道           | 成功     | 发射重量23.2吨，刷新中国航天发射载荷重量纪录 |
| 9                    | 五乙     | 遥四     | 无           | 2022年10月31日 15时37分23秒191毫秒 | 文昌航天发射场 一号工位 | 梦天实验舱                                     | 近地轨道           | 成功     | |
| 10                   | 五号     | 遥六     | 无           | 2023年12月15日 21时41分            | 文昌航天发射场 一号工位 | 遥感四十一号卫星                               | 地球同步转移轨道   | 成功     | 长征五号基本型首次使用18.5米长整流罩，先前為12.267米长整流罩 |
| 11                   | 五号     | 遥七     | 无           | 2024年2月23日 19时30分             | 文昌航天发射场 一号工位 | 通信技术试验卫星十一号                         | 地球同步转移轨道   | 成功     | 使用18.5米长整流罩 |
| 12                   | 五号     | 遥八     | 无           | 2024年5月3日 17时27分29秒132毫秒   | 文昌航天发射场 一号工位 | 嫦娥六号                                       | 地月轉移軌道       | 成功     | [ 87 ] |
| 13                   | 五乙     | 遥六     | 远征二号遥二 | 2024年12月16日 18时00分            | 文昌航天发射场 一号工位 | 卫星互联网低轨01组卫星                         | 极地轨道           | 成功     | [ 88 ] |
| 14                   | 五乙     | 遥七     | 远征二号遥三 | 2025年4月29日 4时10分              | 文昌航天发射场 一号工位 | 卫星互联网低轨03组卫星                         | 极地轨道           | 成功     | [ 89 ] |
| 15                   | 五乙     | 遥八     | 远征二号遥四 | 2025年8月13日 14时43分             | 文昌航天发射场 一号工位 | 卫星互联网低轨08组卫星                         | 极地轨道           | 成功     | [ 58 ] |
| \| 成功率：93.33% \| |          |          |              |                                    |                         |                                                |                    |          | |
| 成功率：93.33%       |          |          |              |                                    |                         |                                                |                    |          | |

### 計划中
| 飞行次序 | 火箭型號 | 火箭序号 | 上面級 | 预计起飞时间（UTC+8） | 发射工位               | 有效载荷                 | 卫星轨道     |
| -------- | -------- | -------- | ------ | --------------------- | ---------------------- | ------------------------ | ------------ |
|          | 五号     |          |        | 2026年                | 文昌航天发射场一号工位 | 嫦娥七号                 | 地月轉移軌道 |
|          | 五乙     |          |        | 2027年                | 文昌航天发射场一号工位 | 巡天太空望远镜           | 近地轨道     |
|          | 五号     |          |        | 2028年                | 文昌航天发射场一号工位 | 天问三号（着上服组合体） | 地火转移軌道 |
|          | 五号     |          |        | 2028年                | 文昌航天发射场一号工位 | 天问三号（轨返组合体）   | 地火转移軌道 |
|          | 五号     |          |        | 2029年                | 文昌航天发射场一号工位 | 嫦娥八号                 | 地月轉移軌道 |
|          | 五号     |          |        | 2029年                | 文昌航天发射场一号工位 | 天问四号                 | 日心軌道     |

### 數據統計
发射结果
- 失利
- 部分失利
- 成功
- 计划

火箭构型
- 五号
- 五号远征二号上面级
- 五号B
- 五号B远征二号上面级

## 火箭規格

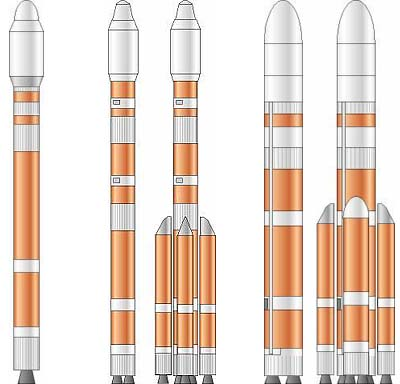
长征五号系列火箭家族：CZ-200，CZ-300，CZ-340，CZ-500核心（无助推器无法起飞）和CZ-522型号。

| 版本                     | CZ-5-504现役CZ-5/CZ-5B | CZ-5-200         | CZ-5-320           | CZ-5-522                      | CZ-5-540           |
| ------------------------ | ---------------------- | ---------------- | ------------------ | ----------------------------- | ------------------ |
| 助推器                   | 4xCZ-5-300, YF-100     | --               | 2xCZ-5-200, YF-100 | 2xCZ-5-200 2xCZ-5-300, YF-100 | 4xCZ-5-200, YF-100 |
| 第一级                   | CZ-5-500, 2xYF-77      | CZ-5-200, YF-100 | CZ-5-300, YF-100   | CZ-5-500, 2xYF-77             | CZ-5-500, 2xYF-77  |
| 第二级(不用于近地轨道)   | CZ-5-HO, 2xYF-75D      | CZ-YF-73, YF-73  | CZ-5-KO,           | CZ-5-HO, 2xYF-75D             | CZ-5-HO, 2xYF-75D  |
| 第三级 (不用于近地轨道)  | --                     | --               | CZ-5-HO, YF-75D    | --                            | --                 |
| 推力 (海平面)            | 10.63 MN（百万牛顿）   | 1.34 MN          | 7.2 MN             | 8.24 MN                       | 5.84 MN            |
| 发射重量                 | 851.8t                 | 82 t             | 420 t              | 630 t                         | 470 t              |
| 最大高度                 | 56.97 m                | 33 m             | 55 m               | 58 m                          | 53 m               |
| 载荷（近地轨道）         | 25 t                   | 1.5 t            | 10 t               | 20 t                          | 10 t               |
| 载荷（地球同步转移轨道） | 14 t                   | --               | 6 t                | 11 t                          | 6 t                |

### [92]引用
1. 1 2  . Space Daily. 2009-03-04  [2012-09-04]. （原始内容存档于2012-09-03）.
2. ↑  Space.com staff. . Space.com. 30 July 2012  [2015-07-11]. （原始内容存档于2016-11-06）. The more capable Long March 5 rocket is expected to help the country achieve its goal of constructing a space station in orbit by the year 2020, as well as play a key role in China's future space exploration aims beyond low-Earth orbit. The rocket's maiden launch is expected to occur in 2014.
3. ↑  . 中國政府網. 2009-03-03  [2019-11-29]. （原始内容存档于2020-12-27）.
4. ↑  . AirForceWorld.com. 2016-06-12  [2016-07-01]. （原始内容存档于2016-10-03）.
5. ↑  张静. . 大河报网.   [2020-04-11]. （原始内容存档于2020-12-27）.
6. 1 2  . 新华网. 2012-03-03  [2023-09-07]. （原始内容存档于2023-09-07）.
7. ↑  . 搜狐新闻. 2008-03-03  [2023-09-07]. （原始内容存档于2023-09-07）.
8. ↑  . mt.sohu.com.   [2016-11-16]. （原始内容存档于2020-08-23）.
9. ↑  . 中国载人航天官方网站. 2009-02-04  [2023-09-08]. （原始内容存档于2023-09-08）.
10. ↑  . 中国政府网. 新华社. 2012-03-05  [2023-09-07]. （原始内容存档于2023-09-07）.
11. ↑  . 中国航天报. 2012-03-04  [2023-09-07]. （原始内容存档于2023-09-07）.
12. ↑  . 中国科学院. 2012-11-15  [2023-09-07]. （原始内容存档于2023-09-07）.
13. ↑  . 人民网. 2012-11-10  [2023-09-07]. （原始内容存档于2023-09-07）.
14. ↑  . 搜狐. 观察者网. 2016-02-17  [2023-09-08]. （原始内容存档于2023-09-08）.
15. ↑  . news.xinhuanet.com.   [2016-11-16]. （原始内容存档于2017-03-05）.
16. ↑  . bilibili.com.   [2020-07-13]. （原始内容存档于2020-12-27）.
17. ↑  . CCTV.   [2020-07-13]. （原始内容存档于2020-12-27）.
18. ↑  . CCTV.   [2020-07-14]. （原始内容存档于2020-12-27）.
19. ↑  房家梁. . 中国新闻网. 2019-12-27  [2019-12-27]. （原始内容存档于2021-12-11）.
20. ↑  . 中新网.   [2020-07-14]. （原始内容存档于2020-12-27）.
21. ↑  中国航天报. . 澎湃新闻. 2019-12-27  [2019-12-27]. （原始内容存档于2021-12-11）.
22. ↑  . 参考消息.   [2020-07-14]. （原始内容存档于2020-12-27）.
23. ↑  . 新华社.   [2020-07-17]. （原始内容存档于2020-12-27）.
24. ↑  . 海南省公安厅.   [2020-07-17].[]
25. ↑  . 三年一直播.   [2020-07-17]. （原始内容存档于2020-12-27）.
26. ↑  . 新华社.   [2020-07-17]. （原始内容存档于2020-12-27）.
27. ↑  . 航天爱好者网.   [2020-07-17]. （原始内容存档于2020-12-27）.
28. ↑  . 人民日报.   [2020-07-17]. （原始内容存档于2020-12-27）.
29. ↑  . 轻芯空间QCS.   [2020-07-17]. （原始内容存档于2020-12-27）.
30. ↑  . SciNews.   [2020-01-23]. （原始内容存档于2020-12-27）.
31. ↑  . 澎湃新闻.   [2020-07-14]. （原始内容存档于2020-12-27）.
32. ↑  . 我们的太空.   [2020-07-31]. （原始内容存档于2020-10-01）.
33. ↑  . 三年一直播.   [2020-07-23]. （原始内容存档于2020-12-27）.
34. ↑  胡喆、蒋芳. . 新华网. 2021-02-10  [2021-05-21]. （原始内容存档于2021-02-10）.
35. ↑  . 新华网. 2020-05-15  [2021-05-21]. （原始内容存档于2021-05-21）.
36. ↑  .   [2020-11-23]. （原始内容存档于2020-12-27）.
37. ↑  邱晨辉. . 中国青年报. 2016-10-11  [2016-10-11]. （原始内容存档于2021-03-09） （中文）.
38. ↑  李佳琦. . 装备科技. 2021-02-20  [2021-02-20]. （原始内容存档于2021-03-09） （中文）.
39. ↑  潘惠文、蒋成柳. . 人民网. 2021-02-23  [2021-02-23]. （原始内容存档于2021-03-09） （中文）.
40. ↑  . 新华社. 2021-06-17  [2021-06-17]. （原始内容存档于2021-11-14）.
41. ↑  . 新华网.   [2021-06-17]. （原始内容存档于2021-11-14）.
42. ↑  李东; 李平岐; 王珏; 黄兵; 刘秉. . 深空探测学报(中英文）. 2021-08-31, 8 (4): 335–343  [2023-09-27]. ISSN 2096-9287. doi:10.15982/j.issn.2096-9287.2021.20210009. （原始内容存档于2023-09-27） （中文）.
43. ↑  .   [2016-04-23]. （原始内容存档于2020-10-01）.
44. ↑  陈钢. . 新华网. 2012-07-29  [2014-12-08]. （原始内容存档于2012-08-01） （中文）.
45. ↑  . 新闻联播. 中国中央电视台. 2014-12-08 （中文）.
46. ↑  万淑艳. . 中国新闻网. 2014-03-05  [2014-04-07]. （原始内容存档于2020-10-01） （中文）.
47. ↑  Bradley Perrett. . Aviation Week & Space Technology. 2013-05-25  [2014-12-08]. （原始内容存档于2015-11-18） （英语）. In 2007, the Long March 5 was due to make its first flight in 2013. A year ago, the target had slipped to 2014. China Daily now says the first flight will "probably" occur in 2015.
48. ↑  陈炜伟、许祖华. . 新华网. 2012-03-05  [2014-12-08]. （原始内容存档于2014-12-17） （中文）.
49. ↑  人民网-科技频道. . 人民网-科技频道. 2015-03-23  [2015-03-25]. （原始内容存档于2020-07-04） （中文）.
50. ↑  .   [2016-01-18]. （原始内容存档于2020-10-01）.
51. ↑  李平岐 ，李东 ，杨虎军 ，黄兵 ，黄辉. .   [2021-04-07]. （原始内容存档于2021-05-09） （中文（简体））.
52. ↑  贺迎春. . 人民网. 2016-11-03  [2021-10-23]. （原始内容存档于2017-04-30）.
53. ↑  . 央视网. 2020-12-21  [2021-10-23]. （原始内容存档于2021-10-23）.
54. ↑  Jones, Andrew. . SpaceNews (SpaceNews). 16 April 2021  [29 April 2021]. （原始内容存档于2021-09-29） （英语）.
55. 1 2 3 4 5 6  .   [2015-03-12]. （原始内容存档于2016-07-03）.
56. ↑  . 航天愛好者網.   [2018-08-31]. （原始内容存档于2018-12-05） （中文（简体））.
57. ↑  . 新京报-戴玉玺. 2017-11-22  [2018-08-31]. （原始内容存档于2020-10-01） （中文（简体））.
58. 1 2  刘鑫蕊. . 中国航天科技集团. 2025-08-13  [2025-08-13].
59. 1 2  Lsquirrel. . 果壳网. 2016-11-03  [2017-06-27]. （原始内容存档于2020-07-04）.
60. ↑  .   [2020-06-05]. （原始内容存档于2020-12-27）.
61. 1 2  . Spacenews.   [2021-04-30] （英语）.
62. 1 2  .   [2021-05-06]. （原始内容存档于2021-05-08） （美国英语）.
63. ↑  . European Space Surveillance and Tracking.   [2021-05-05]. （原始内容存档于2021-05-11） （英语）.
64. ↑  . Twitter 藤井大地 @dfuji1.   [2021-05-05]. （原始内容存档于2021-05-07） （日语）.
65. ↑  . 三立新闻.   [2021-05-04]. （原始内容存档于2021-05-06） （中文（繁體））.
66. ↑  .   [2021-05-11]. （原始内容存档于2021-05-14）.
67. ↑  楊幼蘭. . 國際 - 中時新聞網.   [2021-05-06]. （原始内容存档于2021-05-07） （中文（臺灣））.
68. ↑  . SpaceNews. 2020-05-16  [2021-05-06] （美国英语）.
69. ↑  Todd, David. . Seradata. 2020-05-13  [2021-05-06]. （原始内容存档于2021-05-06） （美国英语）.
70. ↑  .   [2020-04-28]. （原始内容存档于2019-01-25）.
71. ↑  白国龙、任珂. . 新华社. 2016-11-03  [2016-11-03]. （原始内容存档于2016-11-04） （中文）.
72. ↑  新华社快讯. . 新华社. 2017-07-02  [2017-07-02]. （原始内容存档于2017-07-06） （中文）.
73. ↑  赵竹青. . 人民网. 2019-12-27  [2019-12-27]. （原始内容存档于2020-12-27） （中文）.
74. ↑  澎湃新闻. . 澎湃新闻. 2017-07-02  [2020-04-10]. （原始内容存档于2020-12-27） （中文）.
75. ↑  澎湃新闻. . 新浪军事. 2019-12-27  [2020-04-10]. （原始内容存档于2020-12-27） （中文）.
76. ↑  . 新华网. 2020-05-05  [2020-05-05]. （原始内容存档于2020-05-18） （中文）.
77. ↑  . 新华网. 2020-05-07  [2020-05-12]. （原始内容存档于2020-12-27） （中文）.
78. ↑  赵延灵. . news.cctv.com.   [2022-11-05]. （原始内容存档于2022-11-05）.
79. ↑  . 新华网. 2020-05-08  [2020-05-08]. （原始内容存档于2020-05-23） （中文（中国大陆））.
80. ↑  .   [2020-07-23]. （原始内容存档于2020-12-27）.
81. ↑  . 新华社.   [2020-07-23]. （原始内容存档于2020-07-24）.
82. ↑  . 三年一直播.   [2020-11-24]. （原始内容存档于2020-12-27）.
83. ↑  中国运载火箭技术研究院. . 微信公众号. 2022-07-24  [2022-07-27]. （原始内容存档于2022-07-27）.
84. ↑  马帅莎. . 中国新闻网. 中新社. 2023-12-16  [2023-12-16]. （原始内容存档于2024-01-19）.
85. ↑  李国利; 黄国畅. . 新华社. 2023-12-15  [2023-12-15]. （原始内容存档于2023-12-15）.
86. ↑  李国利; 黄国畅. . 新华网. 2024-02-23  [2024-02-23]. （原始内容存档于2024-06-14）.
87. ↑  . 国家航天局.   [2024-05-03]. （原始内容存档于2024-05-03）.
88. ↑  曹译; 刘鑫蕊; 崔婉莹. . 中国航天科技集团. 2024-12-16  [2024-12-16]. （原始内容存档于2024-12-16）.
89. ↑  郭明芝; 崔婉莹. . 新华网. 2025-04-29  [2025-04-29]. （原始内容存档于2025-04-29）.
90. 1 2 3 4  .   [2016-01-18]. （原始内容存档于2020-07-08）.
91. ↑  中国国家航天局（CNSA）. . 中国国家航天局（CNSA）. 2017-08-02  [2017-08-02]. （原始内容存档于2021-05-27）.
92. ↑  Clark, Stephen. . Ars Technica. 2023-12-16  [2025-05-28] （英语）.